# Maude Barlow

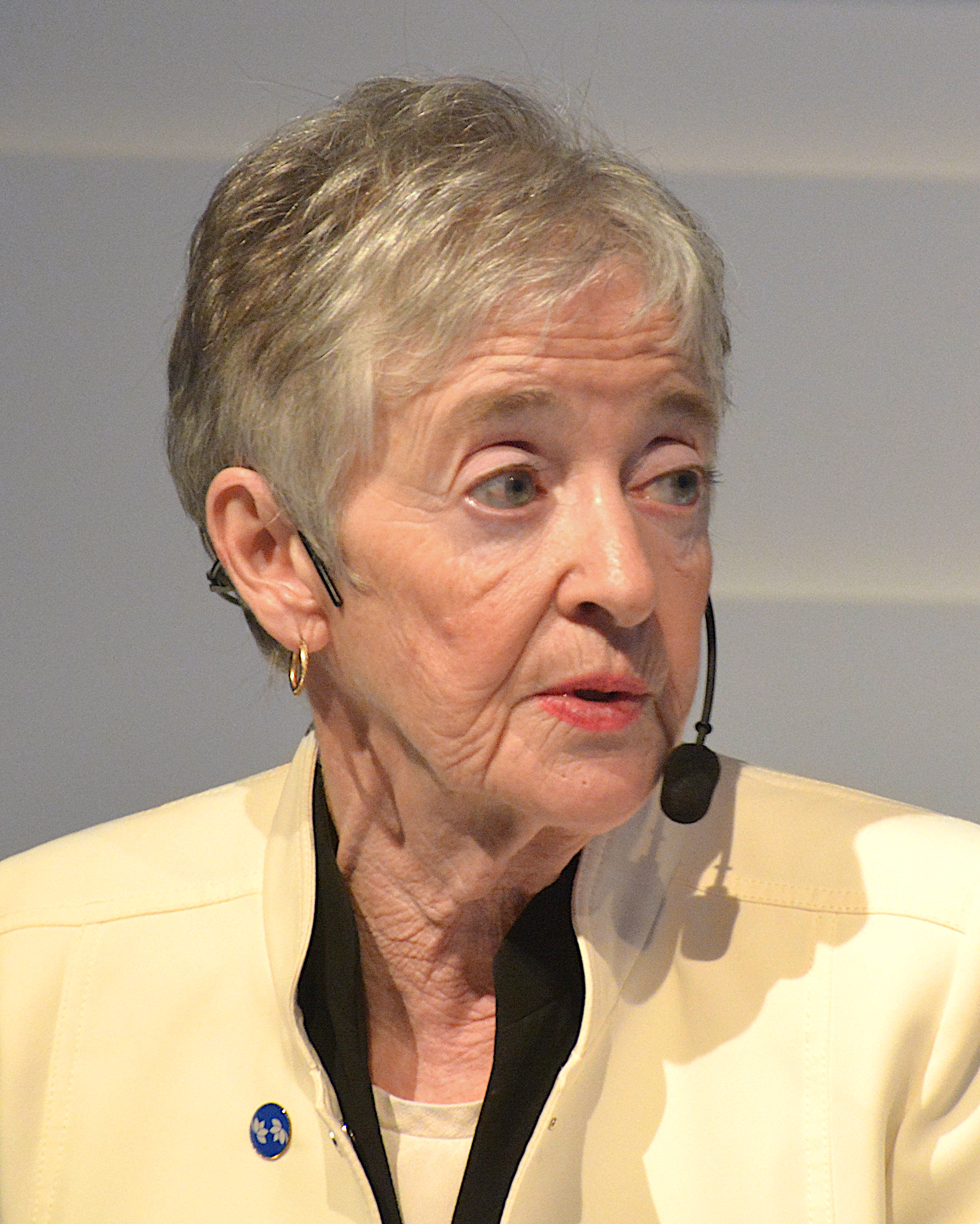
Maude Barlow, 2018

Maude Barlow (* 24. Mai 1947 in Toronto, Ontario) ist eine kanadische Publizistin und Aktivistin.

## Leben

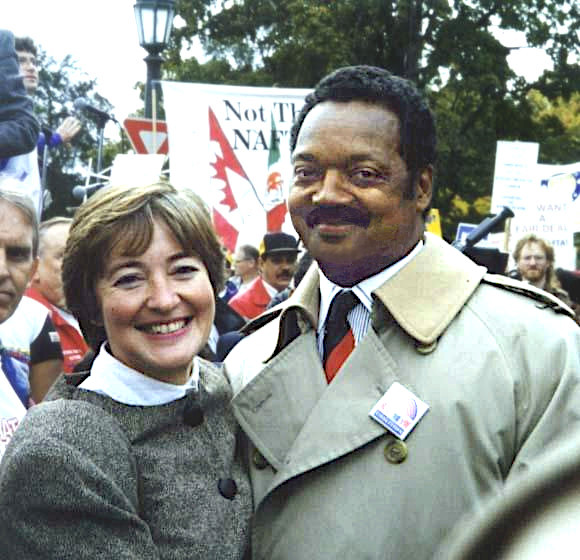
Barlow mit dem amerikanischen Aktivisten Jesse Jackson

Nach Aktivitäten in der feministischen Bewegung wurde sie 1983 die erste „Beraterin für Frauenfragen“ (adviser on women's issues)  des kanadischen Premierministers (damals Pierre Trudeau). Einige Zeit nach einem Regierungswechsel gab sie ihre Stelle bei der Regierung auf und wurde 1988 Vorsitzende des linksgerichteten Council of Canadians, der größten Bürgerrechtsbewegung Kanadas. Ende der 1990er Jahre setzte sie sich zusammen mit anderen Kräften der Zivilgesellschaft gegen das von der OECD geplante multilaterale Abkommen über Investitionen (MAI) ein, das auch von vielen Entwicklungsländern als neue Form der Kolonisierung kritisiert wurde. Die OECD ließ den Plan fallen, aber die WTO will mit dem Vertragspaket GATS Ähnliches durchsetzen.
Ein weiterer Schwerpunkt ihrer Arbeit ist Kritik am panamerikanischen Freihandelsabkommen FTAA, das alle Staaten des amerikanischen Kontinents mit Ausnahme von Kuba umfassen sollte. Auch hier kritisierte sie, dass in intransparenten Verhandlungen Großkonzerne gegenüber der Bevölkerung und kleinen Ländern bevorteilt wurden.
Barlow ist außerdem Vorstandsmitglied des International Forum on Globalization und Mitbegründerin der Umweltschutzbewegung Blue Planet Project, die das Trinkwasser vor der „Bedrohung durch Handel und Privatisierung“ schützen will.
Sie trat neben Michael Moore u. a. im kanadischen Dokumentarfilm The Corporation aus dem Jahr 2003 auf.
Maude Barlow lebt in Ottawa in zweiter Ehe mit Andrew Davis zusammen. Bisher veröffentlichte sie ca. zehn Bücher über die Themen Globalisierung, Privatisierung, Bildung, Medien und Umweltschutz.

## Schriften

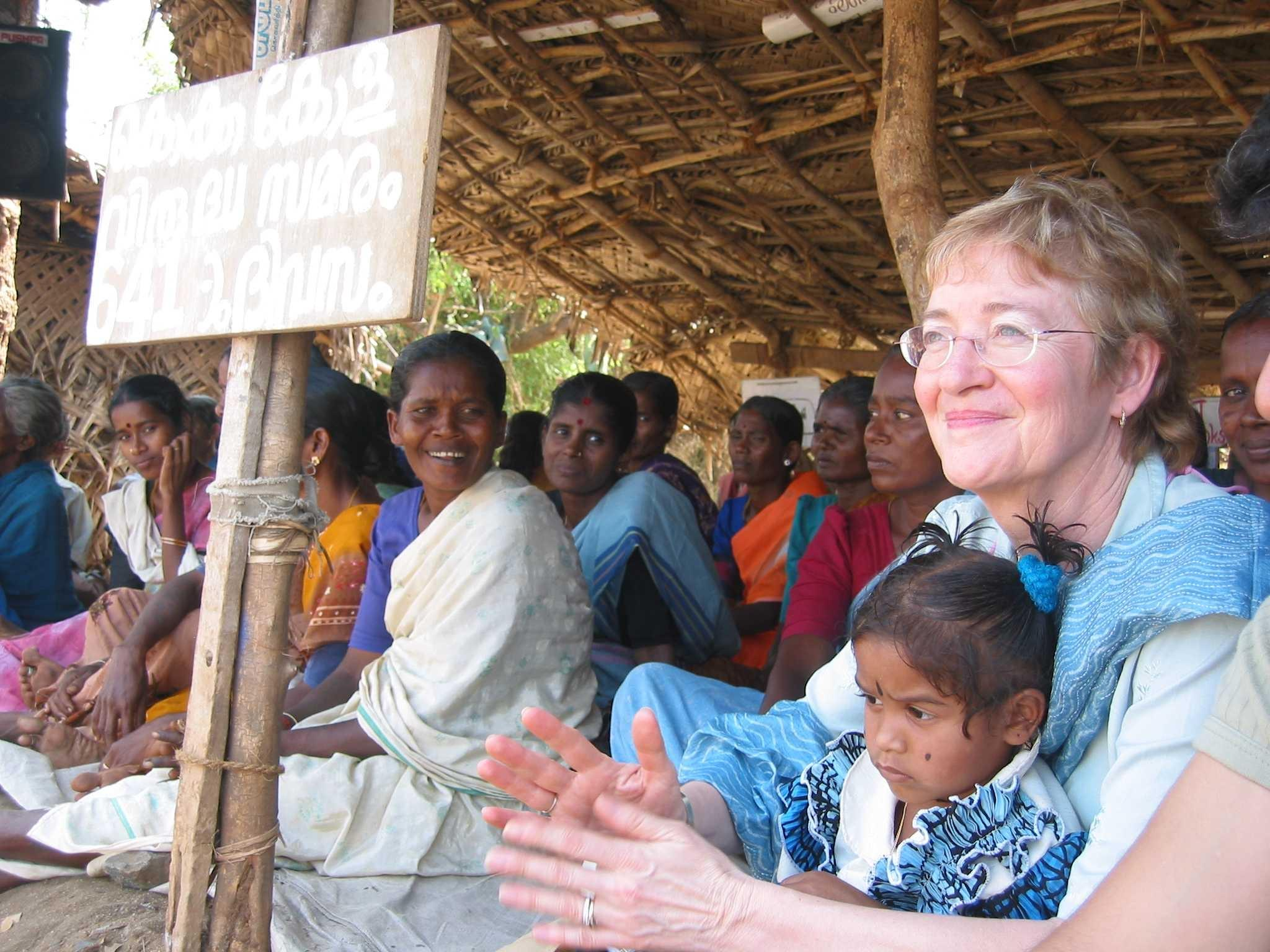
Maude Barlow in Indien

- mit Tony Clarke: MAI: The Multilateral Agreement on Investment and the Threat to American Freedom. Vorwort von Lori Wallach. Stoddart, Canada 1989, ISBN 0773759794.
- The Last Frontier. 2001 (wendet sich gegen das GATS).
- mit Tony Clarke: Blaues Gold. Das globale Geschäft mit dem Wasser. Kunstmann, 2003, ISBN 3888973279.
- Die Wasser-Allmende. Eine gute Zukunft braucht gutes Wasser für alle. Akt 83. thinkOya, 2013, ISBN  978-3-927369-78-8.
- Blue future. House of Anansi Press, Toronto 2013. (dt.: Blaue Zukunft. Das Recht auf Wasser und wie wir es schützen können. Antje Kunstmann, München 2014, ISBN 978-3-88897-975-0.)
- Das Wasser gehört uns allen! Wie wird den Schutz des Wassers in die öffentliche Hand nehmen können. Kunstmann, 2020, ISBN 978-3-95614-390-8.

## Preise und Ehrungen
- Ehrendoktorwürde der Memorial University
- Ehrendoktorwürde der University of Victoria in British Columbia
- Ehrendoktorwürde der Universität Zürich
- 2005: Right Livelihood Award gemeinsam mit Tony Clarke für ihren weltweiten Einsatz für gerechten Handel und die Anerkennung des Grundrechts auf Wasser
- 2007: Ernennung zum Ratsmitglied des World Future Council